# けもも
『けもも』とは『月刊COMICリュウ』（徳間書店）が企画した初のアンソロジー本で「人外萌え♡アンソロジー」を謳っている。同社のRYU COMICSより発売されている。

## 概要
2011年8月29日に開始されたアンソロジー企画。作家は『月刊COMICリュウ』などから起用しており、16作家の21タイトルを収録している。人間ではない者への愛をテーマとしてケンタウロス女子高生、毒むすめなど様々な人以外をアンソロジーコミックとして単行本化する。サイズはA5判。内容は人以外のもののテーマの中で様々な内容が描かれていてギャグ要素も多くある。比較的人ではない者は女の子（牝）が多いが、男の子（雄）も出てくる。

## 既刊一覧
徳間書店〈RYU COMICS〉、既刊2巻（2011年11月現在）
1. 2011年9月15日初版発行 ISBN 978-4-19-950260-6
2. 2011年10月28日初版発行 ISBN 978-4-19-950272-9